# Municipio de Washington (condado de Greene, Indiana)
El municipio de Washington (en inglés: Washington Township) es un municipio ubicado en el condado de Greene en el estado estadounidense de Indiana. En el año 2010 tenía una población de 1186 habitantes y una densidad poblacional de 10,66 personas por km².

## Geografía
El municipio de Washington se encuentra ubicado en las coordenadas 38°58′3″N 87°3′29″O / 38.96750, -87.05806. Según la Oficina del Censo de los Estados Unidos, el municipio tiene una superficie total de 111.25 km², de la cual 110,14 km² corresponden a tierra firme y (0,99 %) 1,1 km² es agua.

## Demografía
Según el censo de 2010, había 1186 personas residiendo en el municipio de Washington. La densidad de población era de 10,66 hab./km². De los 1186 habitantes, el municipio de Washington estaba compuesto por el 98,23 % blancos, el 0,08 % eran afroamericanos, el 0,42 % eran amerindios, el 0,42 % eran asiáticos, el 0,25 % eran de otras razas y el 0,59 % eran de una mezcla de razas. Del total de la población el 1,35 % eran hispanos o latinos de cualquier raza.